# Bendonglateng
Bendonglateng is een bestuurslaag in het regentschap Tuban van de provincie Oost-Java, Indonesië. Bendonglateng telt 2212 inwoners (volkstelling 2010).